# 워리어플랫폼

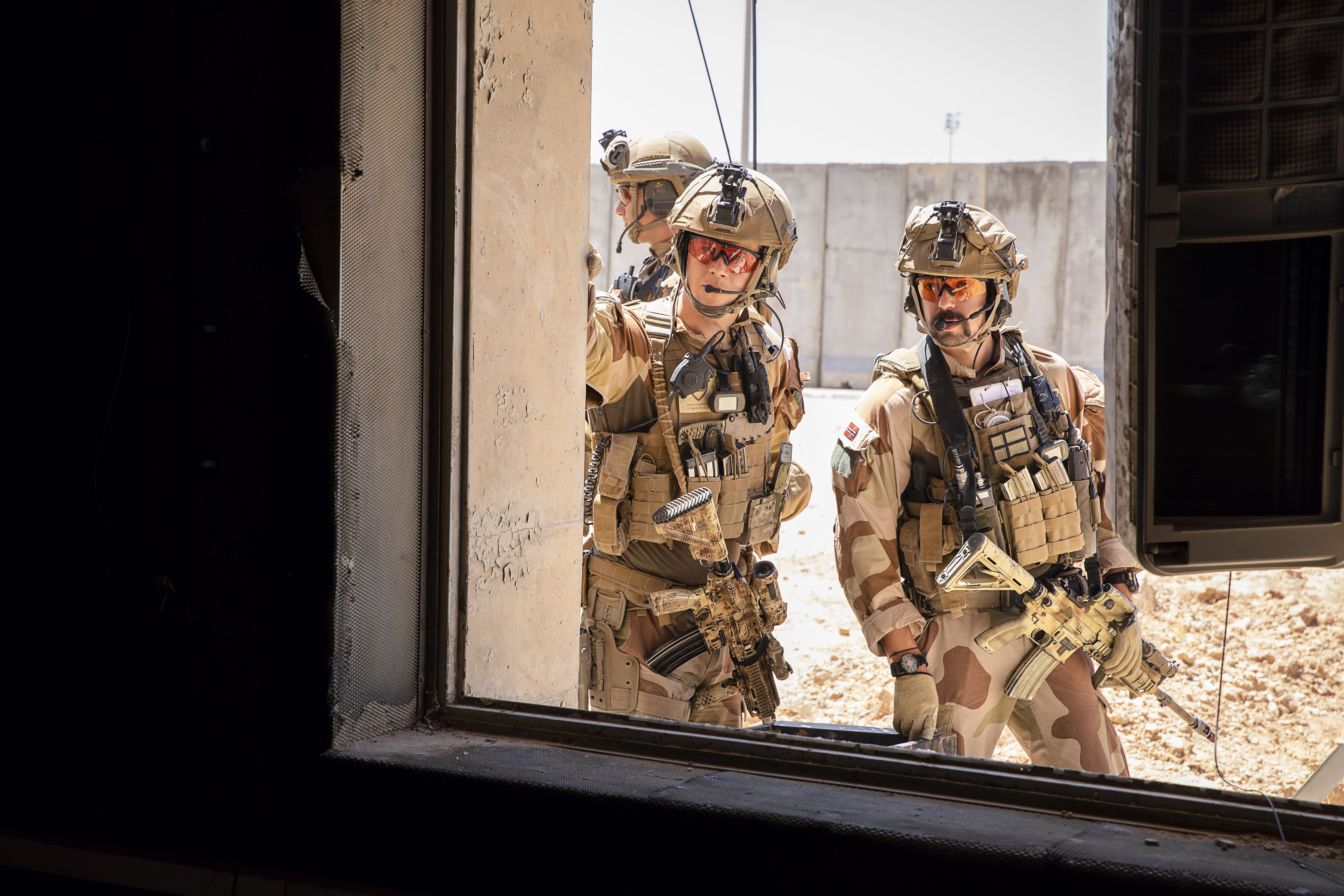
개인무기체계(워리어플랫폼)

워리어플랫폼(영어:Warrior Platform)이란 장병의 신체와 미래기술을 결합해 전투원 개개인의 생존성 및 전투능력을 향상시킨다는 개념의 최첨단 개인전투체계를 말한다. 워리어플랫폼의 개인전투체계는 전투원이 소부대 전술네트워크와 연동하여 NCW 환경하에서 감시정찰 및 정밀타격 능력을 구축하고, 전투원 개인장비에 첨단 기술을 적용하여 임무수행 능력을 극대화한 전투원 단위체계이다. 워리어플랫폼은 피복·장구·장비 개선(1단계) 후 통합형(2단계), 일체형(3단계)으로 진화되고 있으며, 개인전투원의 생존성, 기동성, 임무지속성, 치명성 및 지휘통제·상황인식능력을 극대화시킨다.

## 단계별 계획
육군은 2023년까지 1단계 피복 · 장구 · 장비체계, 2025년까지 2단계 통합형 개인무기체계, 2026년까지 3단계 일체형 개인무기체계를 완성하고자 하여 총 단계를 3단계로 구분하여 워리어플랫폼 완성을 계획하였다.
1단계 개별조합형 플랫폼: 한국군 특성을 고려한 피복 착용체계 정립과 품목 다양화, 첨단 소재활용, 임무 유형별 다기능 전투복 개발, 현용 전투피복, 장구, 장비의 성능과 품질 개선에 중점
2단계 통합형 개인전투체계(BLOCK- 1): 전투원의 체형과 작전 운용성 고려 경량화, 모듈화 개발, 전투장비와 전투장구류 연동성 확보 및 통합개발, 무기(전투장비)와 전력지원(전투피복, 장구)의 통합
3단계 일체형 개인전투체계(BLOCK-2): 미래 전투수행능력 극대화를 위한 첨단 기술 적용, 전투원을 System od Systems 개념의 단위 무기체계화, 일체형, 지능형 개인전투체계 개발 추진

## 개인전투원 기본 요구 능력
치명성 : 적의 인원과 장비를  탐지․ 식별․파괴하는 능력으로 조준경 또는 확대경을 통해 정 밀 사격능력 및 야간 사격능력을 향상시키는 것
지휘통제 능력 : 전투원과 화기․장비 등을 지휘 통제하는 능력으로 통신 및 전장가시화에서는 필수적인 기능이다. 정보처리기, 영상전시기를 이용 하여 전장정보를 공유하고, 전장가시화를 함으로써 보 다 더 효율적인 작전수행이 가능
생존성 : 제반 위협 으로부터 전투원을 보호하는 기능
임무지속성 : 전술적 상황에서 전투원의 임무를 유지시키는 능력을 말하는 것으로서 통합전원의 지속 시간의 증가와 외골 격체계를 이용한 전투 지속 능력 증가를 통해 능력을 향상 시킬 수 있음.
기동성 : 임무수행에 필요한  다음은 주요장비에 대한 표이다. 장비 를 갖추고 전투원의 기동을 보장하는 능력

## 주요장비
다음은 주요장비에 대한 표이다.
| 주요장비      | 주요장비 |
| ------------- | --- |
| 헬멧·전투안경 | 전투용 안경, 고기능 보호고글, 방탄헬멧, 고성능 야간투시경, 영상전시기                                                              |
| 전투피복      | 전투용 장갑, 전투복, 전투용 셔츠, 팔꿈치 및 무릎보호대, 기능성방한복 내피, 생체환경센서                                            |
| 방탄·무전기능 | 방탄복, 전투조끼, 방탄비복용 신소재(기술개발), 헤드셋, 개인무전기                                                                  |
| 개인화기      | 전술용 후레쉬, 권총집, 탄알집, 차기소총, K-11 복합소총, 경기관총, 차기소총, 개량형 개인화기 조준경                                 |
| 기타          | 전투용 배낭, 개인 구급킷, 개인용 천막, 다용도 방수포, 수통, 무동력 하지외골격(기술개발) 정보처리기 · 정보입력기 통합전원(후면착용) |

## 단계별 추진방안

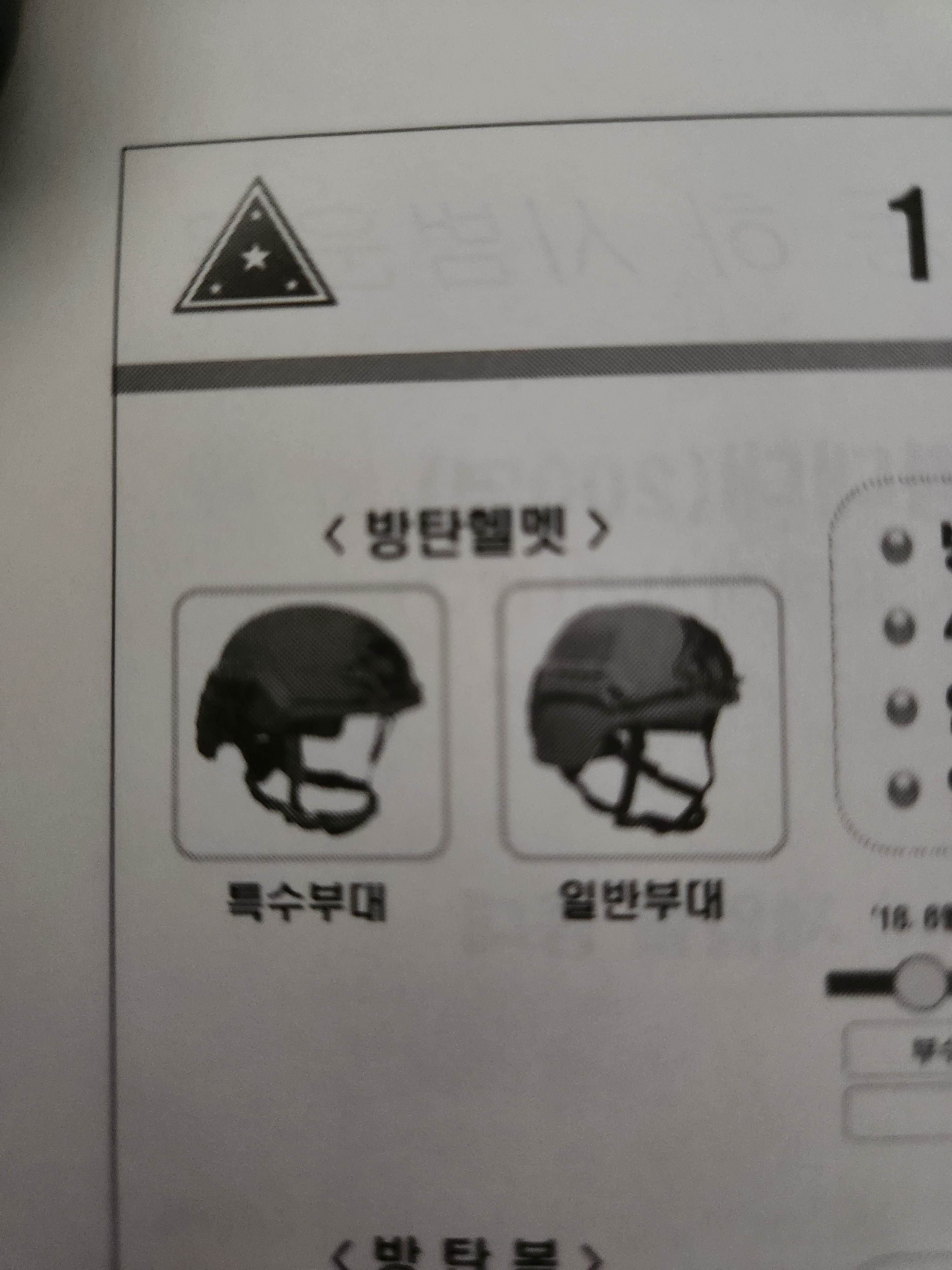
워리어 플랫폼 1단계의 방탄헬멧이다

### 1단계 추진방향

#### 방탄헬멧
· 방호능력 강화: 9mm 보통탄에 대한 방호 가능

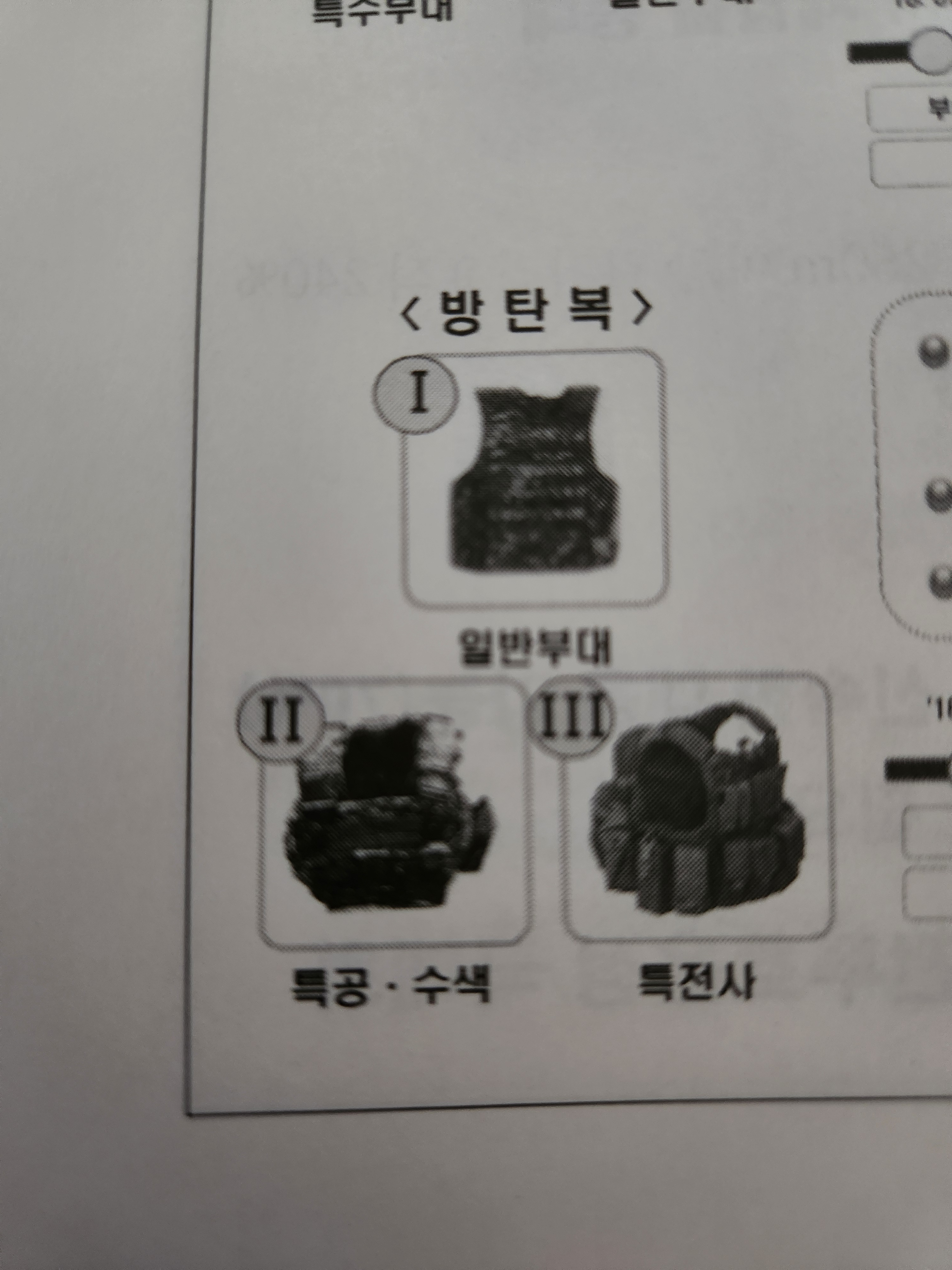
워리어플랫폼 1단계 방탄복이다.

· 4점식 턱끈, 헬멧 추가 장착대-> 편의성 개선
· 인체공학적 디자인, 무게저하-> 전투하중 및 전투피로도 감소
·임무에 따른 모듈화 체계 적용 : 저위협(보호헬멧), 고위협(증강장갑)
방탄복
· 부대임무, 작전환경 고려 모델선택가능(1,2,3형)
· 생존성과 전투효율성 향상을 위한 신속해체 가능
· 적 위협강도에 따른 모듈화 체계 적용 : 저위협(3등급), 고위협(4등급)
청력보호헤드셋

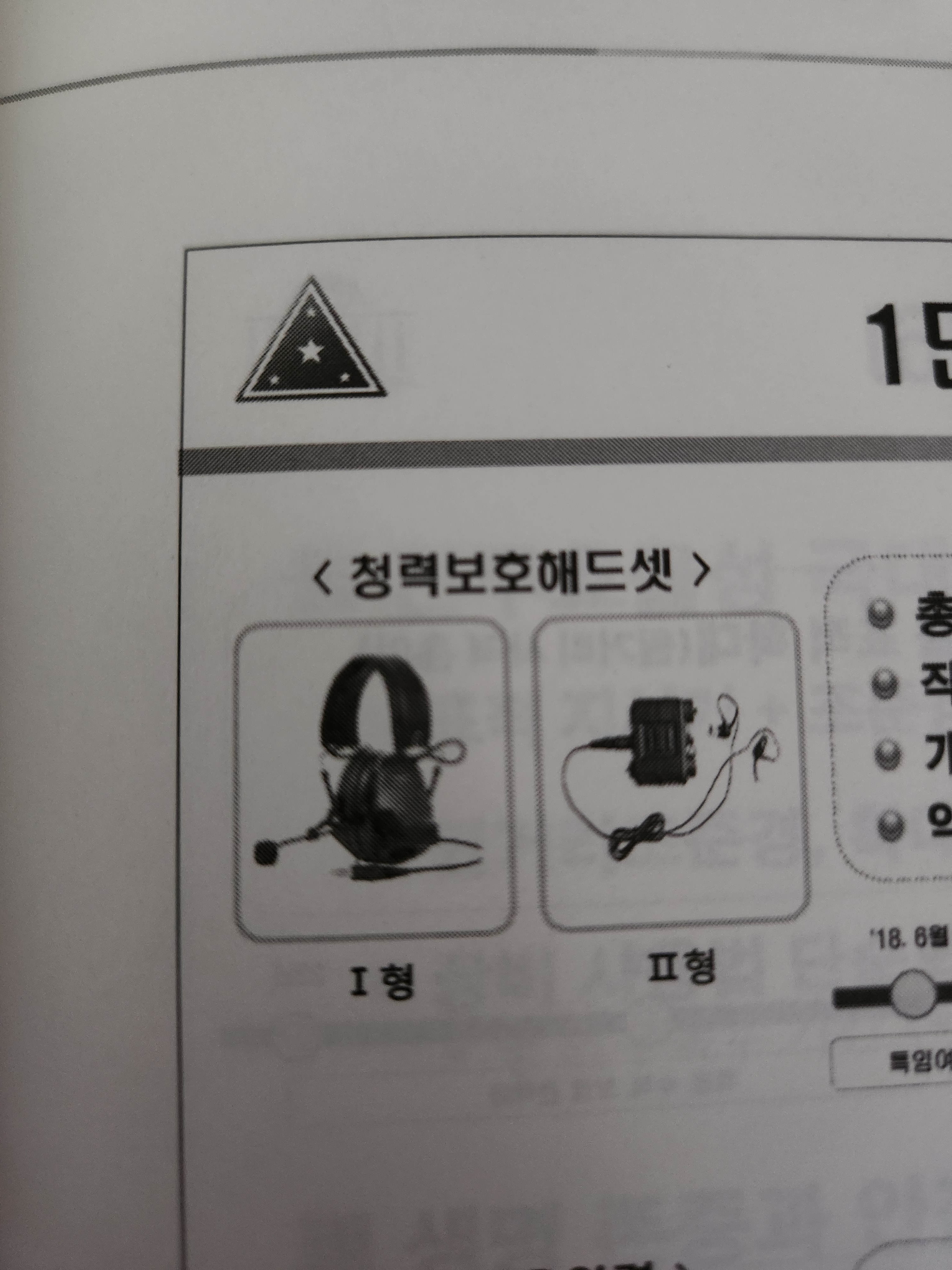
워리어플랫폼 1단계 청력보호헤드셋이다.

· 총성, 폭음 등 최대 30db로 감소(총성-> 일반적 대화 시 목소리)
· 작은 대화소리는 증폭시키며, 스테레오 방식으로 발성위치 판단가능
· 개인 무전기와 연동 가능한 송수신장비(PPT)를 활용한 다채널 통신
· 악천후 시 운용이 가능한 완전방수(IP68)방식의 내구성 확보
전투용 안경

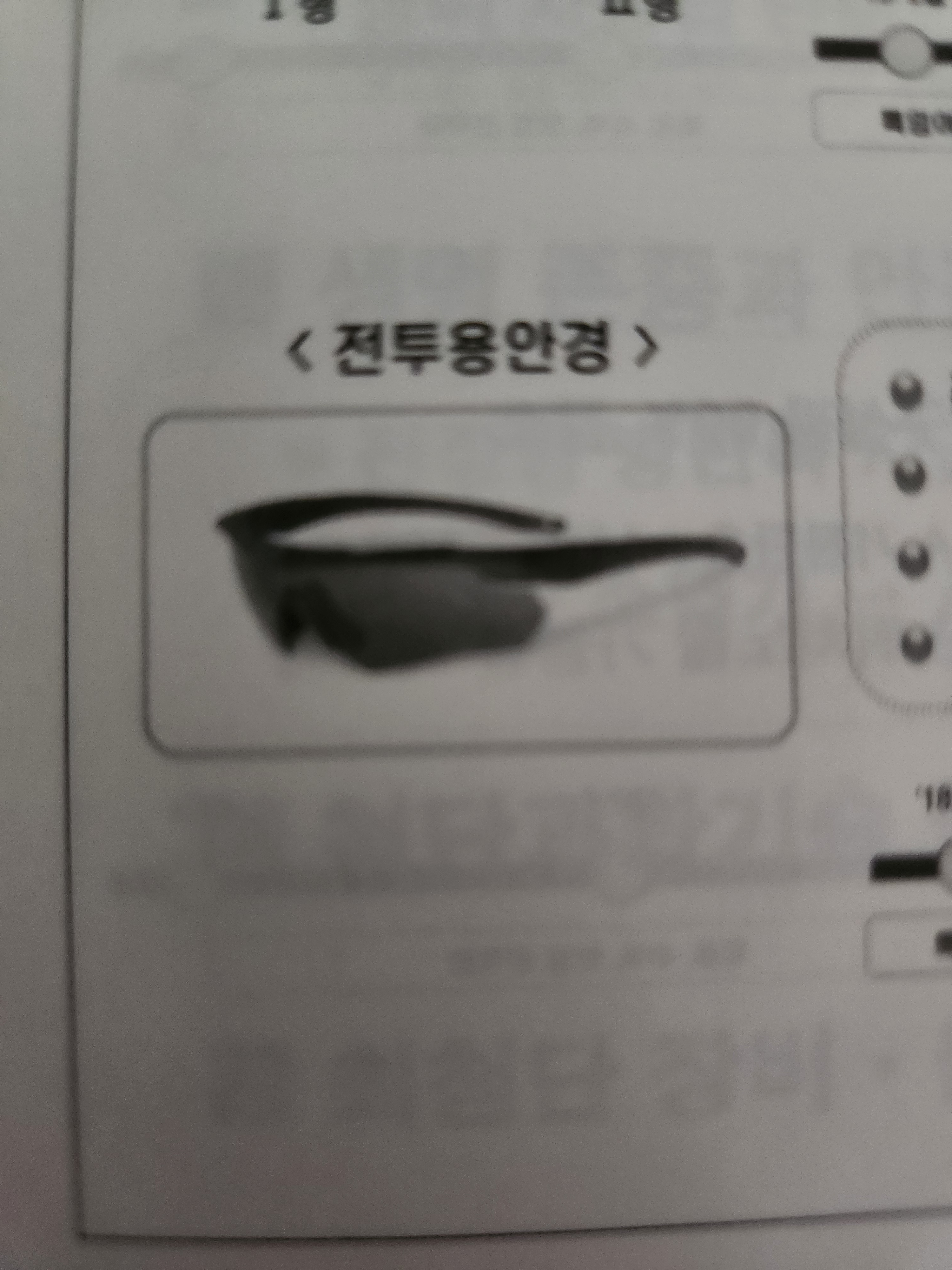
워리어 플랫폼 1단계 전투용 안경이다

· 미 군사규격(MIL PRF 32432)을 충족하는 폴리카보네이트 사용(파편방호)

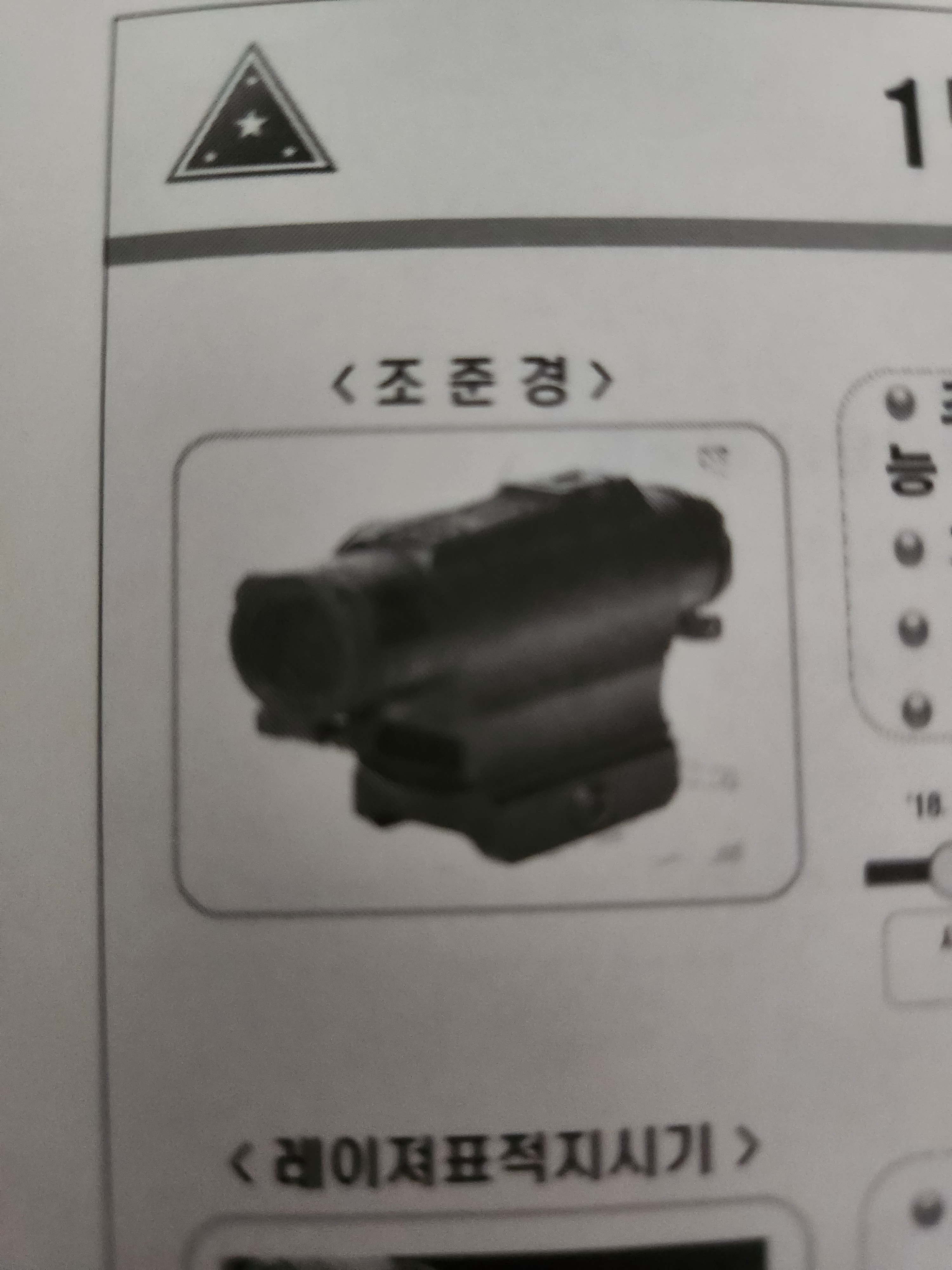
워리어플랫폼 1단계 조준경이다.

· 작전 및 임무특성을 고려한 신속한 렌즈교체(투명 · 검정 등)
· 자외선 및 레이져에 대한 안구 보호기능 강화
· 동양인 두상 및 얼굴 형상을 고려한 인체공학적 설계
조준경
· 조준점(Red Dot) 및 Parallax-free로 정확한 조준사격 가능
· 기존 PVS-11K(주야간조준경) 대비 운용시간 증가
· QD(Quick Detach)레버 활용 탈착 용이, 일정압력으로 영점유지 가능
· 임무 및 작전특성에 따른 조준점 선택
레이져 표적지시기

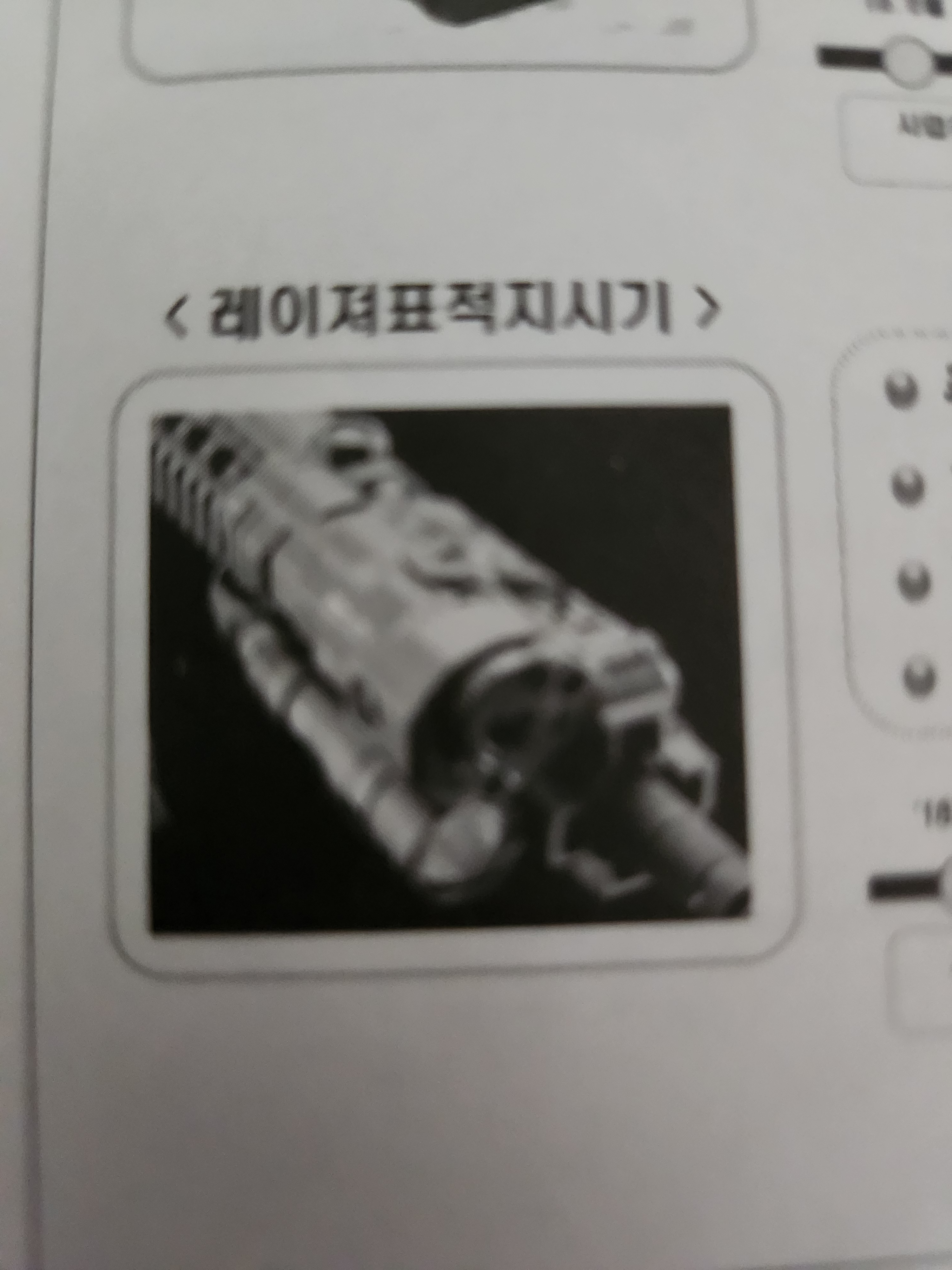
워리어플랫폼 1단계 레이져표적지시기이다.

·  주· 야간 모두 활용가능(가시 ·  비가시 레이져로 구성)
·  향후 실전 ·  훈련 모드 적용(실전 : 고출력, 훈련 : 저출력, 안구 망막 보호)
·  야투경과 통합운용 시 원활한 야간작전 수행 가능(적외선 탐조등 기능)
·  포병, 박격포, 공중화력에 대한 표적지시 가능(Beam 조사거리 : 2~3km)
고성능 확대경

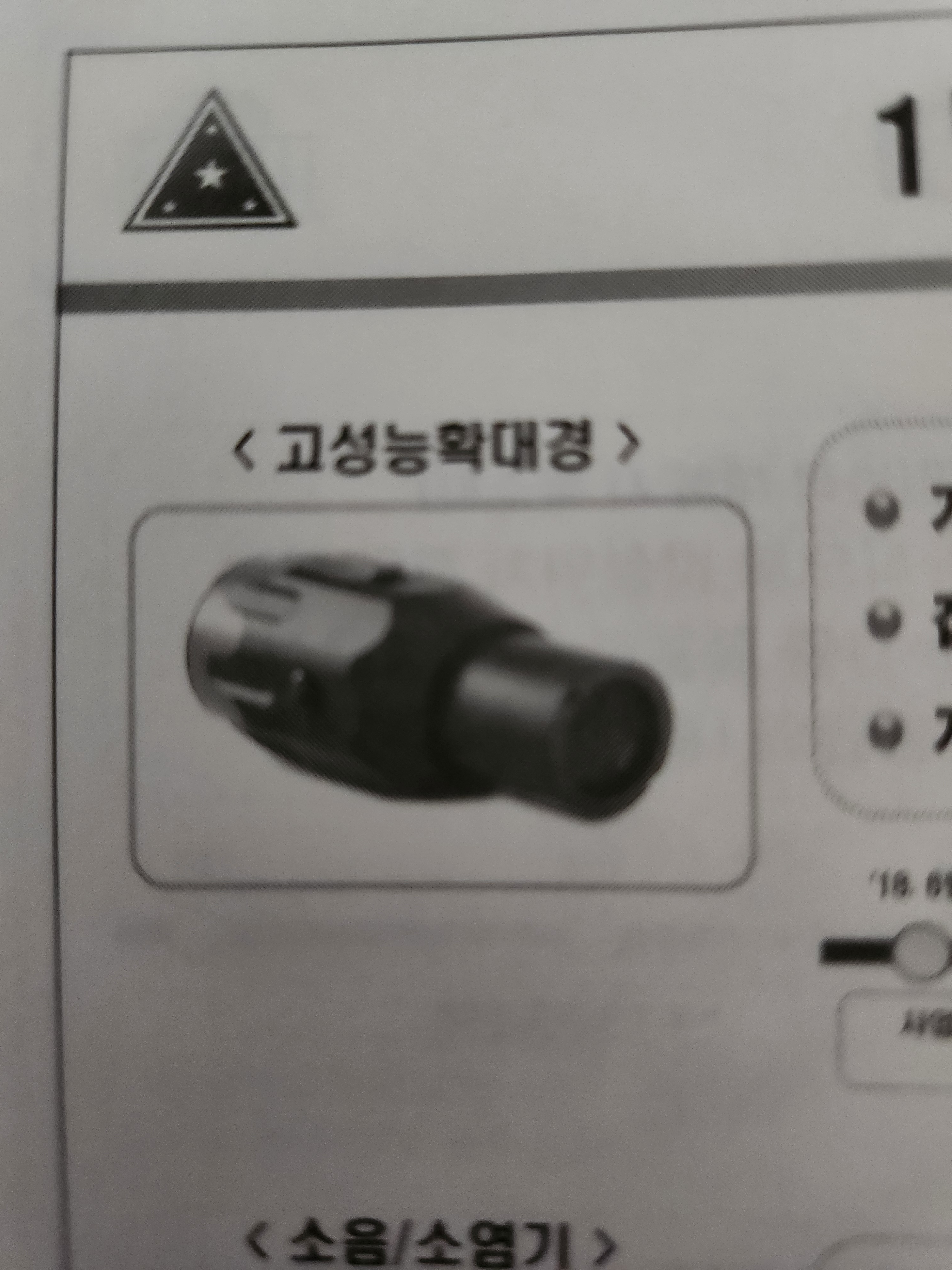
워리어플랫폼 1단계 고성능확대경이다.

·  개인화기조준경과 통합운용하여 3~4배율 표적 확대(원거리 사격 용이)
·  접이식 신속 분리형 마운트로 탈부착 용이
· 자체 영점조정을 통한 정밀한 편차조정
소음/소염기

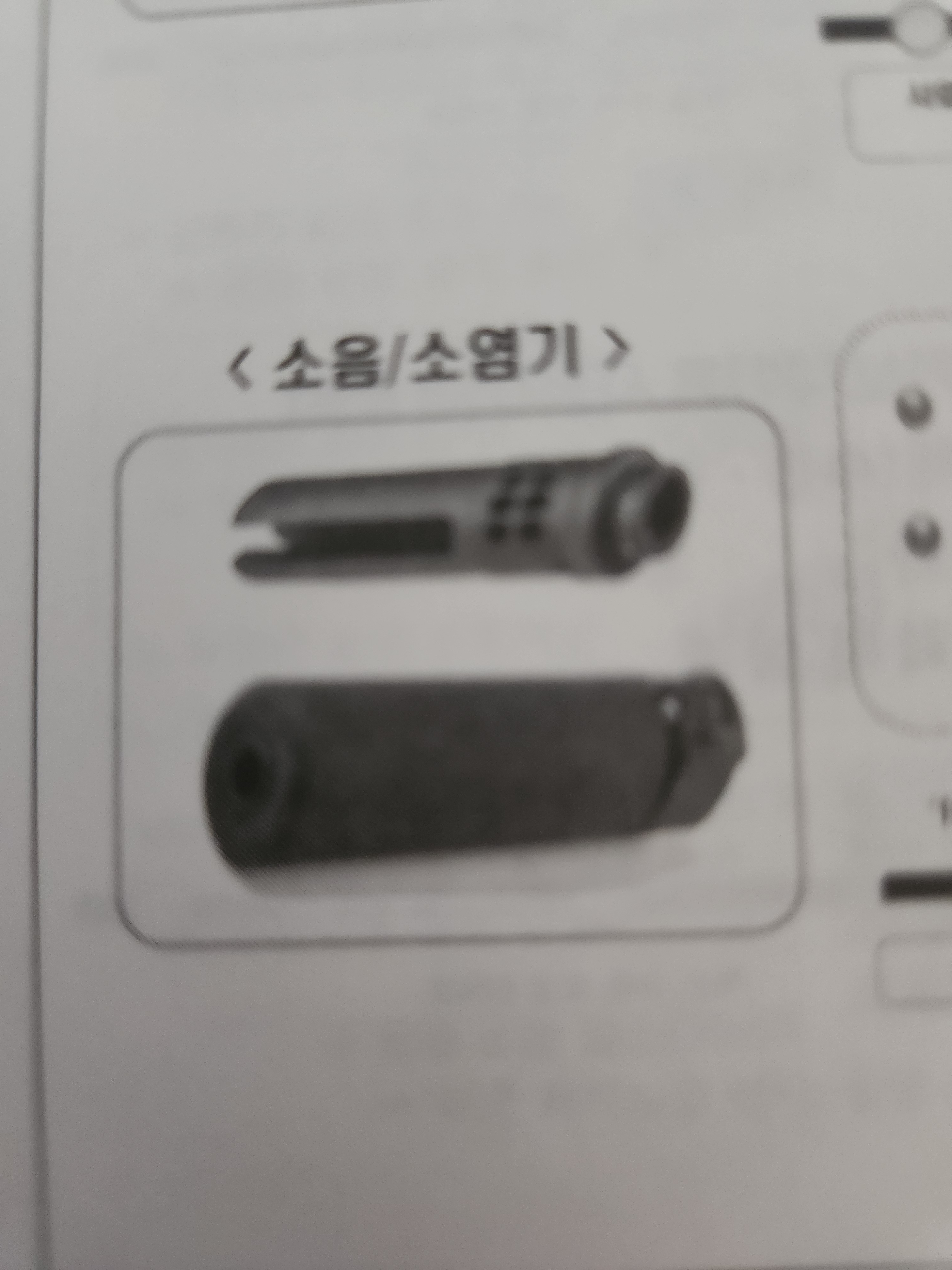
워리어플랫폼 1단계 소음/소염기이다.

· 개방형 소염기를 적용하요 야간전투 시 총구 섬광 99% 감소
· 가스방출 억제로 사격반동 ·  소음 감소(K1A 기관단총 : 150->200db)
폴리머탄창

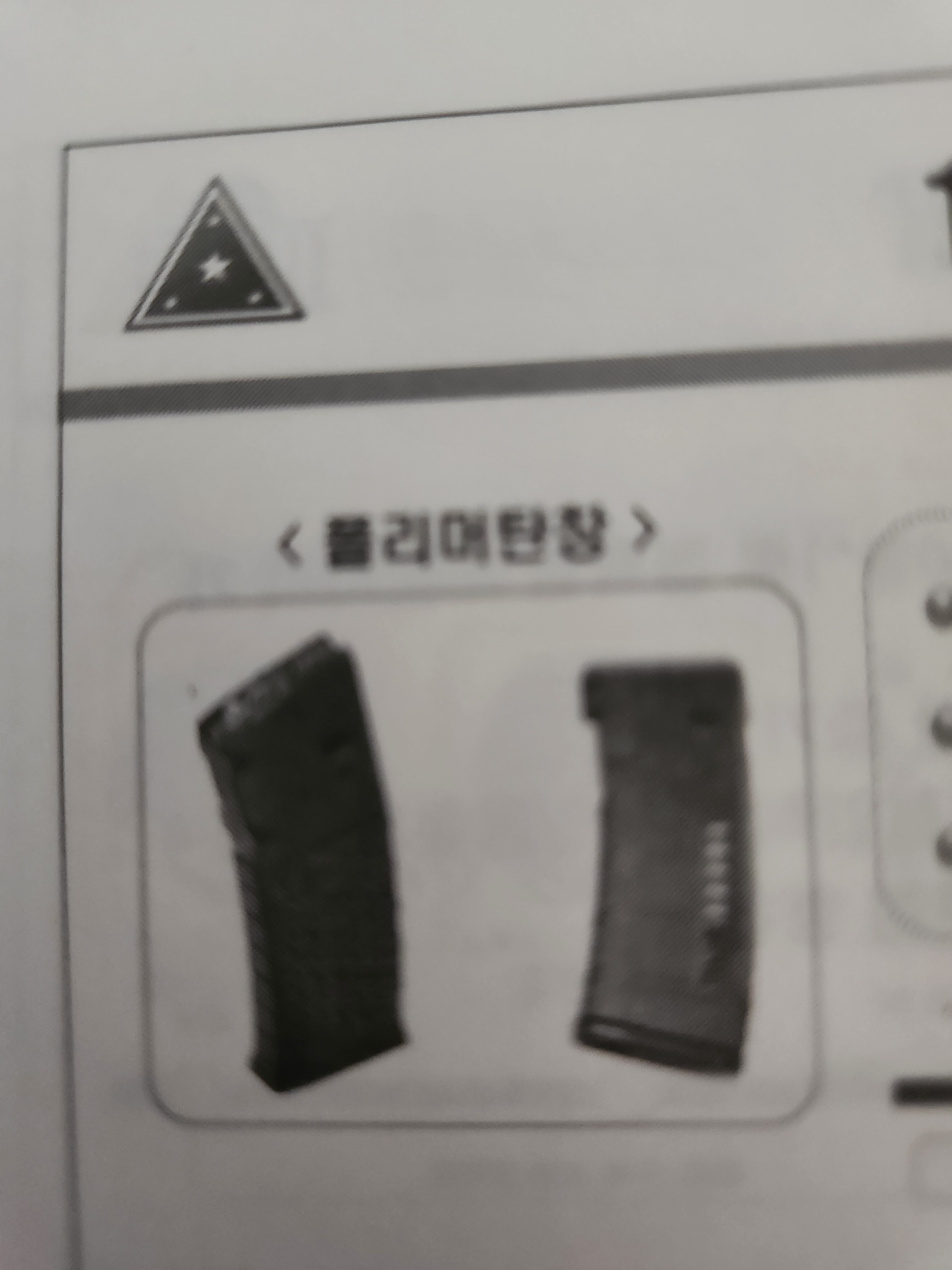
워리어플랫폼 1단계 소음 폴리머탄창이다.

· 탄창 용수철/ 송탄틀 받침 개선을 통한 송탄불량 최소화
· 폴리머 계열의 강화 플라스틱 재질로 충격에 강함
·  먼지유입방지 마개, 탄창손잡이 적용을 통한 사용자의 편의 증대
피아식별IR

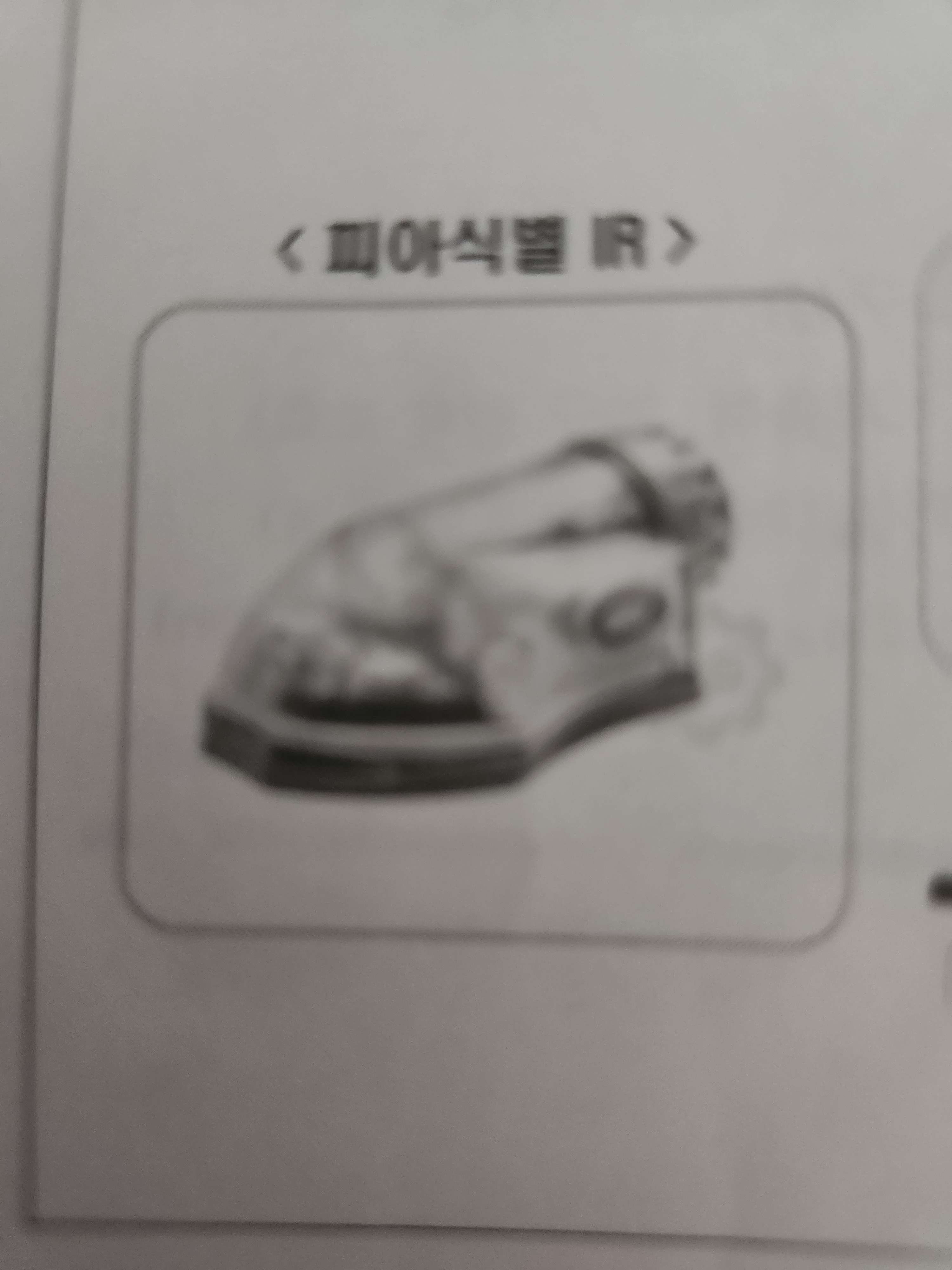
워리어플랫폼 1단계 피아식별IR이다.

·  가시/ 비가시 발광LED를 활용한 상호 피아식별
·  악조건 하 사용여건 보장(환경평가 MIL STD 810G) 이상 인증
·  사용자 및 부대별 점멸기능 선택 모드로 피아식별 기능 보강
다음은 워리어플랫폼 2단계에 대한 표이다.
| 2단계 추진방향 | 2단계 추진방향                                                                                              |
| -------------- | --- |
| 개인화기 분야  | · 복합형 소총(1형,2형) · 경기관총-2 · 소통 성능개량                                                         |
| 체계 통합 분야 | · 정보처리기 · 정보입력기 · 영상전시기/주야감시장비 · 개인무전기 · 통합전원 · TMMR연동                      |
| 생존보호 분야  | · 생체환경센서 · 방탄헬멧/방탄복 · 방독면/화생방 보호의 · 기타 전력지원체계 분야(전투보그 전투화, 전투배낭) |

다음은 워리어 플랫폼 3단계에 대한 표이다.
| 3단계 추진방향(일체형) | 3단계 추진방향(일체형)                                                                                             |
| ---------------------- | --- |
| 개인화기               | · 소구경 경량화된 개인화기 · 개인용 초소형 미사일                                                                  |
| 일체형 헬멧            | · 방탄, 통신, 전시, 감시/피아식별, 화생방 탐지 및 방호기능                                                         |
| 지능형 전투복          | · 방탄기능 · 화생방 보호기능 · 생체 모니터링 및 조절기능 · 정보처리 및 제어기능 · 위장 및 환경 보호기능 · 융합전원 |

## 해외운용사례

### 미국  Nett  Warrior
1989년 개발 시작한 ' Land Warrior'의 후속체계로 기존  무기,  헬멧,  피복 ‧장구류, 컴퓨터, 위치추적체계, 통신장비, 소프트웨어 체계 등 7개의 하부체계로 구성되있는 구조에서 헬멧 디스플레이, 컴퓨터, 소프트웨어 체계 등 상황인식 및 공유에 필요한 지휘통제 기능 개선과 전투하중 감소에 중점을 두었다.

### 프랑스 Felin
Felin은 각종 전자장치를 결합한 FAMAS 소총, 피복, 장구류, 방탄복, 헬멧 등이 통합된 체계로서 1997년 개발에  착수하여  2007년부터  전력화되었다.  기본  구성품은  무기,  헬멧,  휴대형  전자  플랫폼,  휴대형  전원,  피복‧ 방탄복, 위장 등 6개 하부체계로 구성되어 있다

### 영국 FIST
FIST는  2003년  개인  전투원의  전투  수행  효율성을 향상시키기 위해 개발한 체계다. FIST는 개인이 휴대하거나 사용하는 모든 장치, 무기, 투시경, 통신장비 등을 모듈 방식으로 통합 운용이 가능하록하여 전투 현장에서 전반적인 임무수행 능력을 향상시키는데 목적을 두었다.

### 러시아 Ratnik
Ratnik은 전투원들이 전장 환경에서의 네트워크 기반 임무수행, 전투 능력 향상을 목표로 개발된 체계로 10개의  하부체계와  59개의  개인  품목으로  나누어져  있다. 2013년 시제품 개발을 시작으로 2016년부터 실제 임무수행에 투입되었다. Ratnik 역시 다른 국가와 유사하게 무기,  피복 ‧ 방탄복,  디스플레이  장치,  통신장비,  위치식별 장치, 응급 구조킷, 전원 등 다양한 구성품이 통합되어  운용된다.

## 참고문헌
- 구승환, 『워리어플랫폼 방탄복의 방탄시험 방법에 관한 연구』, 2020
- 김한수, 『워리어플랫폼 전투수행기능별 설계방안 연구』, 2023
- 반종빈, 『육군 워리어 플랫폼 무기체계』, 2018
- 육군본부, 『개인전투체계(워리어플랫폼), 미래기술을 만나다』, 2019
- UK Ministry of Defense, 『Base face up to future』, 2011